# Black Hornet Nano
El Black Hornet Nano es un microvehículo aéreo no tripulado (UAV), desarrollado por Prox Dynamics AS de Noruega, y está en uso en las fuerzas armadas de España, Marruecos, Noruega, Estados Unidos, Francia, Reino Unido, Alemania, Irlanda, Australia, Países Bajos, Polonia, Nueva Zelanda, India, Turquía, Sudáfrica, Argelia y Ucrania.
La unidad mide alrededor de 10 × 2,5 cm y proporciona conocimiento de la situación local a tropas en el terreno. Es lo suficientemente pequeña para caber en una mano y pesa poco más de 16 g, incluidas las baterías.
El UAV está equipado con una cámara, que le brinda al operador videos de movimiento completo e imágenes fijas. Fue desarrollado como parte de un contrato de £ 20 millones para 160 unidades con Marlborough Communications Ltd.
Se puede capacitar a un operador para operar el Black Hornet en tan solo 20 minutos. El vehículo aéreo tiene tres cámaras: una que mira hacia adelante, otra que mira hacia abajo y otra más que apunta hacia abajo a 45 grados. Un paquete Black Hornet contiene dos helicópteros, y como se alcanza una carga del 90% en 20-25 minutos, lo mismo que su tiempo de vuelo, cuando uno necesita ser recargado, el otro está listo para volar. La velocidad máxima es de 18 km/h).
En octubre de 2014, Prox Dynamics presentó una versión de su PD-100 Black Hornet con capacidad de visión nocturna, equipada con sensores infrarrojos de onda larga y video de día que puede transmitir secuencias de video o imágenes fijas de alta resolución a través de un enlace digital de datos con un rango de 1,6 km. Más de 3000 Black Hornets habían sido entregados hasta la fecha.

## Historia operacional
La aeronave estaba siendo utilizada por soldados de la Fuerza de Reconocimiento de Brigadas del Reino Unido en Camp Bastion en Afganistán. El personal de la Operación Herrick en Afganistán despliega el Black Hornet desde la línea del frente para volar al territorio enemigo para tomar video e imágenes fijas antes de regresar al operador. Fue retirado del servicio en 2016/2017.
Diseñado para mezclarse con las fangosas paredes grises de Afganistán, y capaz de volar durante 20 minutos con motores eléctricos silenciosos, se ha utilizado para mirar alrededor de las esquinas o sobre paredes y otros obstáculos para identificar cualquier peligro oculto y la posición del enemigo. El Black Hornet está conectado al operador con un enlace de datos digital y GPS. Las imágenes se muestran en un pequeño terminal de mano, que puede ser utilizado por el operador para controlar el UAV. El Black Hornet se lanza desde una pequeña caja que se puede atar a un cinturón utilitario, que también almacena los datos transmitidos, ya que el avión no almacena ningún dato, una ventaja si se captura. Los operadores pueden dirigir el UAV o establecer puntos de referencia para que pueda volar por sí mismo.
Al 25 de octubre de 2013, el ejército británico tenía 324 Hornet Nanos en servicio.
En julio de 2014, el Centro de Investigación, Desarrollo e Ingeniería del Soldado Natick de los Estados Unidos (NSRDEC, por sus siglas en inglés) seleccionó el PD-100 Black Hornet después de observar los UAV de pequeña escala disponibles en el mercado como parte del programa Cargo Pocket Intelligence, Surveillance and Reconnaissance (CP- ISR) . Llegó a la conclusión de que se necesitaban más refinamientos para el papel del Ejército de los EE. UU., Incluida la reconfiguración del enlace de datos, la visión nocturna y la mejora de la capacidad de navegación. El Black Hornet se probó con tropas de los EE. UU. En un evento a principios de marzo de 2015, y Prox Dynamics entregó un PD-100 con características mejoradas para pruebas de fuerzas especiales en junio de 2015. Para 2015, el Black Hornet se había desplegado con los equipos de operaciones especiales de la Infantería de Marina de los Estados Unidos. Aunque el Ejército está buscando un minidrón para uso de escuadrones individuales a través del programa Soldier Borne Sensors (SBS), el Black Hornet hecho a mano individualmente es visto como demasiado caro para el despliegue a gran escala, con una unidad que cuesta hasta US $ 190,000.